# Oecetis ochracea
Oecetis ochracea – gatunek owada z rzędu chruścików i rodziny Leptoceridae. Larwy prowadzą wodny tryb życia, są drapieżne, budują przenośne domki.
Jest to gatunek holarktyczny, nie występuje w południowych częściach Europy. Larwy występują w jeziorach, zarośniętych odcinkach rzek i wodach słonawych, głównie na nizinach. Limnebiont.
Gatunek stosunkowo mało liczny, złowiony w kilku jeziorach Pojezierza Mazurskiego, głównie w rdestnicach, rogatku, wywłóczniku i moczarce kanadyjskiej. Stwierdzono także obecność w torfiankach i stawach na Pojezierzu Wielkopolskim.
Pospolity dla fińskich jezior i zatok morskich. W Karelii larwy łowiono w dużych jeziorach, w piaszczystym i zarośniętym litoralu. W jeziorach Łotwy gatunek mało liczny, chociaż szeroko rozprzestrzeniony, o największej frekwencji w słaboeutroficznych jeziorach. Na Litwie, w Estonii i okolicach jeziora Ładoga imagines spotykane nad jeziorami i ciekami, larwy obecne także w jeziorach Estonii. Gatunek występuje w jeziorach Niemiec, uważany za eurytopowy, Danii, Holandii. Uważany za gatunek acidobiontyczny lub obojętny na pH. Imagines poławiane nad jeziorami Węgier. Na Krymie uważany za gatunek charakterystyczny dla dużych zbiorników zaporowych strefy podgórskiej.